# Dionisio Macías
Dionisio Macías Pérez (Valladolid, 13 de marzo de 1940) es un actor y director de doblaje español. En 1943 se traslada a Barcelona, donde años más tarde, en 1958, comenzaría su carrera como actor de teatro, cine y doblaje.
Tras realizar varios papeles secundarios en doblaje durante la década de los 60, en los años 70 Macías pasa a doblar papeles protagonistas, convirtiéndose en la voz habitual de varios de los tipos duros del cine estadounidense, como Charles Bronson, Sean Connery y James Coburn. También fue el encargado de prestar voz a William Devane en el thriller de Hitchcock Family Plot, y a Roy Scheider en la clásica Tiburón, y su segunda parte, Tiburón 2 en el personaje del Jefe de policía Martin Brody. Años más tarde volvería a doblar a Scheider en varios títulos más.
Otro de sus doblajes más importantes fue el de Arnold Schwarzenegger en la primera entrega de la saga Conan (Conan el bárbaro), Rutger Hauer en Los señores del acero y sobre todo el de Sean Connery en Los intocables de Eliot Ness. También dobla con gran frecuencia durante los años 80 y 90 a Burt Reynolds. Aparte de los actores ya mencionados, ha doblado a actores de la talla de Richard Burton, Tommy Lee Jones, Michael Caine, Mandy Patinkin, Elliott Gould, Nick Nolte, Cliff Robertson, entre otros.
En los 80 dirigió los doblajes de las series televisivas Aquellos maravillosos años y Los problemas crecen, donde también interviene como actor de doblaje, prestando su voz a Alan Thicke en el papel del padre de la familia.
Además, la carrera de Macías también se centra en la locución de documentales, tales como la serie documental realizada en España Nuestras Islas, de 1980, o la más conocida El mundo desconocido de Jacques Cousteau, estrenada en vídeo en 1990.
Su hija, Susana Macías, también se dedica al doblaje al igual que su padre.